# Piaroa
Piaroa (Wotuha, De'arua, Dearuwa), pleme američkih Indijanaca porodice Salivan s južne obale Orinoca, između rijeka Parguaza i Manapiare. Piaroe su se u prošlosti sastojali od više plemena koja su govorila srodnim dijalektima, to su nestali Ature i Quaqua, te Piaroe koji danas broje oko 12,000, uključujući 130 Maco ili Macu Indijanaca. 
Piaroe, kaže Gheerbant, su porijeklom s masiva s izvora rijeke Sipapo, a danas naseljavaju tokove rijeka Autana, Sipapo, Cuao, Samariapo, Guayapo, Cataniapo, Manapiare, Parguaza i Marieta. Sami sebe nazivaju raznim imenima kao "De'arua" (vlasnici šume),  "De'athhã" (šumski narod),  "Thhã" (ljudi) i još nekima. Najsrodniji su plemenu Maco, Mako (ili Wiru). 

## Etnografija
Njihova kultura tipična je za kišnu šumu. Prakticiraju lov, ribolov, sakupljanje i poljodjelstvo. U lovu (antilope, majmuni, kornjače) se služe lukom i strijelom i puhaljkom, kao i otrovom kurare. Duhan uzgajaju i puše ga umotanog u list banane. Muškarci, tipično raznim plemenskim kulturama širom svijeta, se okupljaju u svetim plemenskim kućama gdje održavaju svoje obrede. Ove kuće duge su oko 15 metara, i visoke 7 do 8 metara. Nemaju prozora, a ženama je u njih pristup zabranjen pod prijetnjom smrtne kazne. 
Piaroe su izuzetno glazben narod. Izrađuju velik broj glazbenih instrumenata koje čuvaju u svetim kućama. Neki od njih poznati su kao wahari u'uhte, me'oca i  'đavolova žena' , koriste se u religioznim obredima, a po vjerovanju, kroz njih se javljaju duhovi. Wahari u'uhte je nosna svirala i predstavlja glas boga waharija. Me'oca je mali piskavi instrument kroz koji se javlja Muoca. U svojim ritualima indijanci se i drogiraju ušmrkavajući niopo koji se dobiva iz drveta Piptadenia peregrina, a poznaju ga još neki venezuelski Indijanci. Sunce je po vjerovanju Piaroa, otac svih bogova. On je poslao svoja dva sina Waharija i Buoku (Muoca, Buoca, Buoka). Wahari je veliki junak kulture. Stvorio je sve stvari, a iz zemlje je izvadio bezoblične životinje i iz njih stvorio prave ljude.

## Vanjske poveznice
- Piaroa  Arhivirana inačica izvorne stranice od 11. svibnja 2008. (Wayback Machine)
- Piaroa
- Piaroa Indians  Arhivirana inačica izvorne stranice od 19. ožujka 2007. (Wayback Machine)